# Жана Бургундска (1293 – 1348)
Вижте пояснителната страница за други личности с името Жана Бургундска.
Жана Бургундска (на френски: Jeanne de Bourgogne; * ок. 1293; † 12 септември 1349), наричана Жана Куцата (на френски: Jeanne la Boiteuse) е кралица на Франция от 1328 до смъртта си.

## Произход и брак
Дъщеря е на херцога на Бургундия Робер II и Агнес Френска, дъщеря на крал Луи IX и Маргарита Прованска. Нейната по-голяма сестра Маргьорит Бургундска е първата съпруга на френския крал Луи X.
На 13 юли 1313 г. Жана се омъжва във Фонтенбло за Филип дьо Валоа, бъдещият крал Филип VI (* 1293; † 1350). Тя е неговата първа съпруга.

## Кралица на Франция
Жана и Филип са короновани на 29 май 1328 г. в Реймската катедрала в Реймс. От брака им се раждат девет деца, сред които престолонаследникът Жан II.
По време на Стогодишната война при честите отсъствия на краля, който е ангажиран на бойното поле, Жана управлява страната.
Тя умира на 12 септември 1349 г в абатство Мобюисион един ден след снаха си Бона от чума, като и двете са боледували по едно и също време. Погребана е в кралската гробница в базиликата „Сен Дени“ в Париж.
- Жана Бургундска

## Деца
Жана И Филип имат децата:
- Жан II Добрия (1319 – 1364), крал на Франция (1350 – 1364);
- Мария де Валоа (1326 – 1333); ⚭ 1332 херцог Йохан III от Брабант
- Луи Валоа (17 януари 1328 – ум. като дете);
- Луи Валоа (8 юни 1330 — 23 юни 1330);
- Жан Валоа (1333);
- мъртвороден син (1335)
- Филип Валоа (1336 – 1375), граф де Валоа и 1-ви херцог Орлеански (1344 – 1375);
- Жана дьо Валоа (1337 – ум. като дете);
- син (1343— ум. като дете).